# Cimetière militaire de l'allée de Dantzig (Mametz)
Le Cimetière militaire britannique de l'allée de Dantzig (Dantzig alley british cemetery) est un cimetière militaire de la Première Guerre mondiale, situé sur le territoire de la commune de Mametz, dans le département de la Somme, au nord-est d'Amiens.

## Histoire

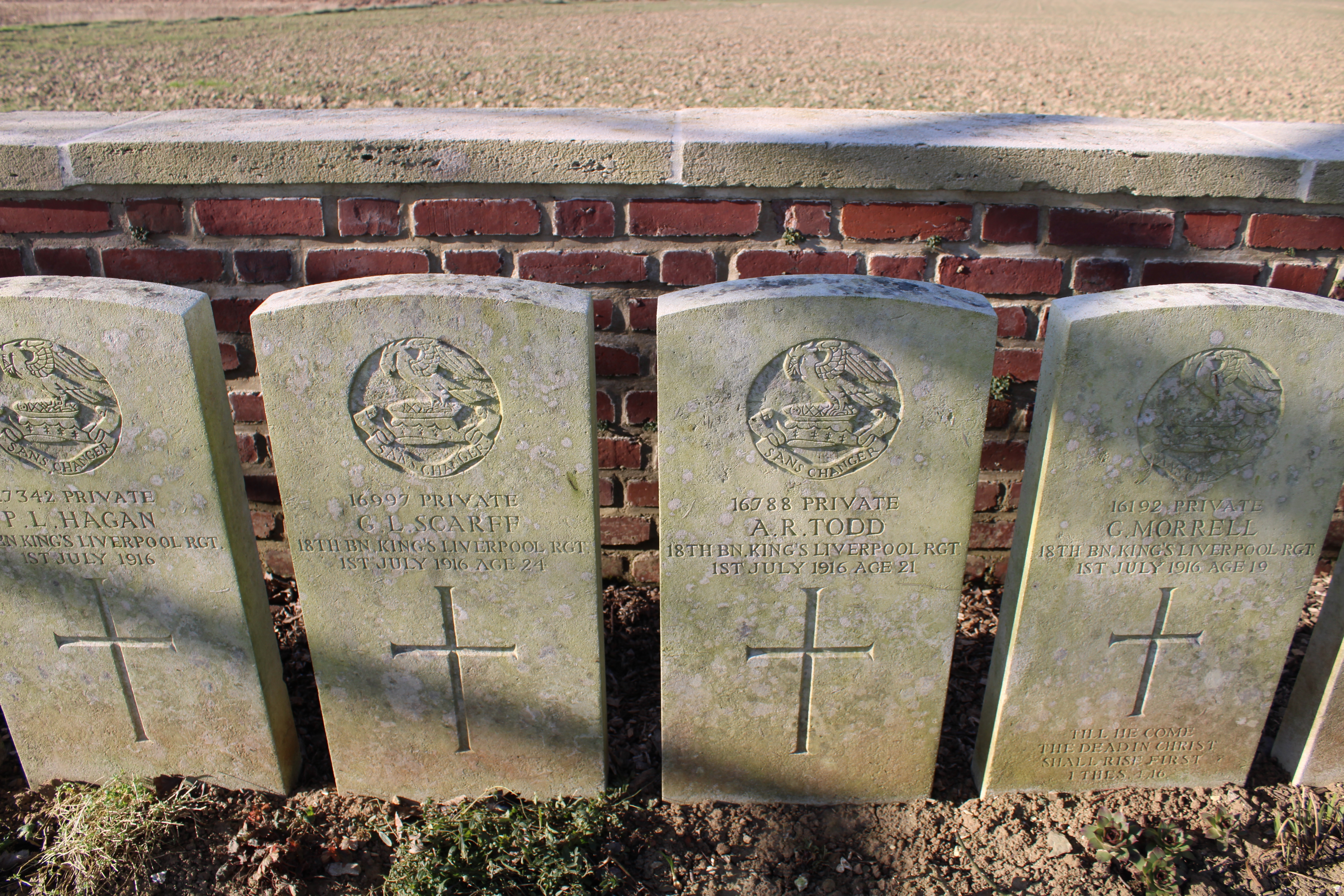
Tombe de quatre soldats du Manchester Regiment tombés le 1er juillet 1916, premier jour de la bataille de la Somme.

Dantzig Alley était le nom donné par les tommies à une tranchée allemande. La 7e division d'infanterie britannique avait reçu mission de prendre cette tranchée le 1er juillet 1916 ce qu'elle parvint à faire en s'emparant des villages de Mametz et de Montauban-de-Picardie.
En mars 1918, lors de l'offensive allemande (Bataille du Kaiser), Mametz fut pris par l'armée allemand et repris par les Alliés en août de la même année.
Le cimetière militaire britannique fut créé en juillet 1916. On y inhuma des corps jusque novembre 1916. En août-septembre 1918, les inhumations reprirent. Après le 11 novembre 1918, des dépouilles de soldats enterrées sur le champ de bataille des environs furent transférées dans ce cimetière.

## Caractéristiques
Le cimetière de l'allée de Dantzig est situé en bordure de la route reliant Mametz à Montauban-de-Picardie, il compte 2 053 tombes de soldats : 2 008 Britanniques, 18 Néo-Zélandais, 13 Australiens, 10 Canadiens, 3 Sud-Africains et 1 Indien.
Deux petits monuments ont été érigés à la mémoire des 88 soldats dont les tombes ont été détruites lors des combats de 1918.

## Photos

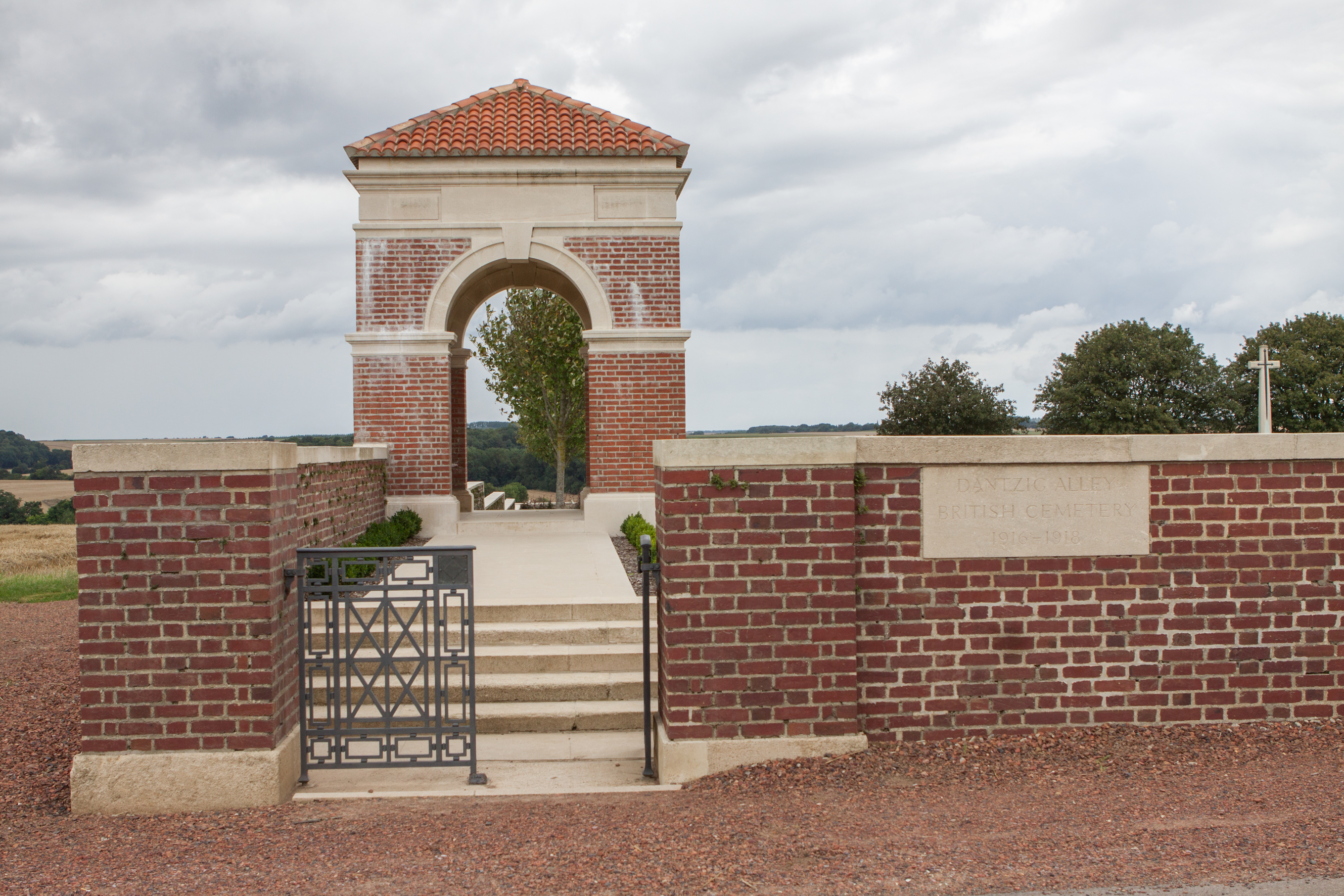
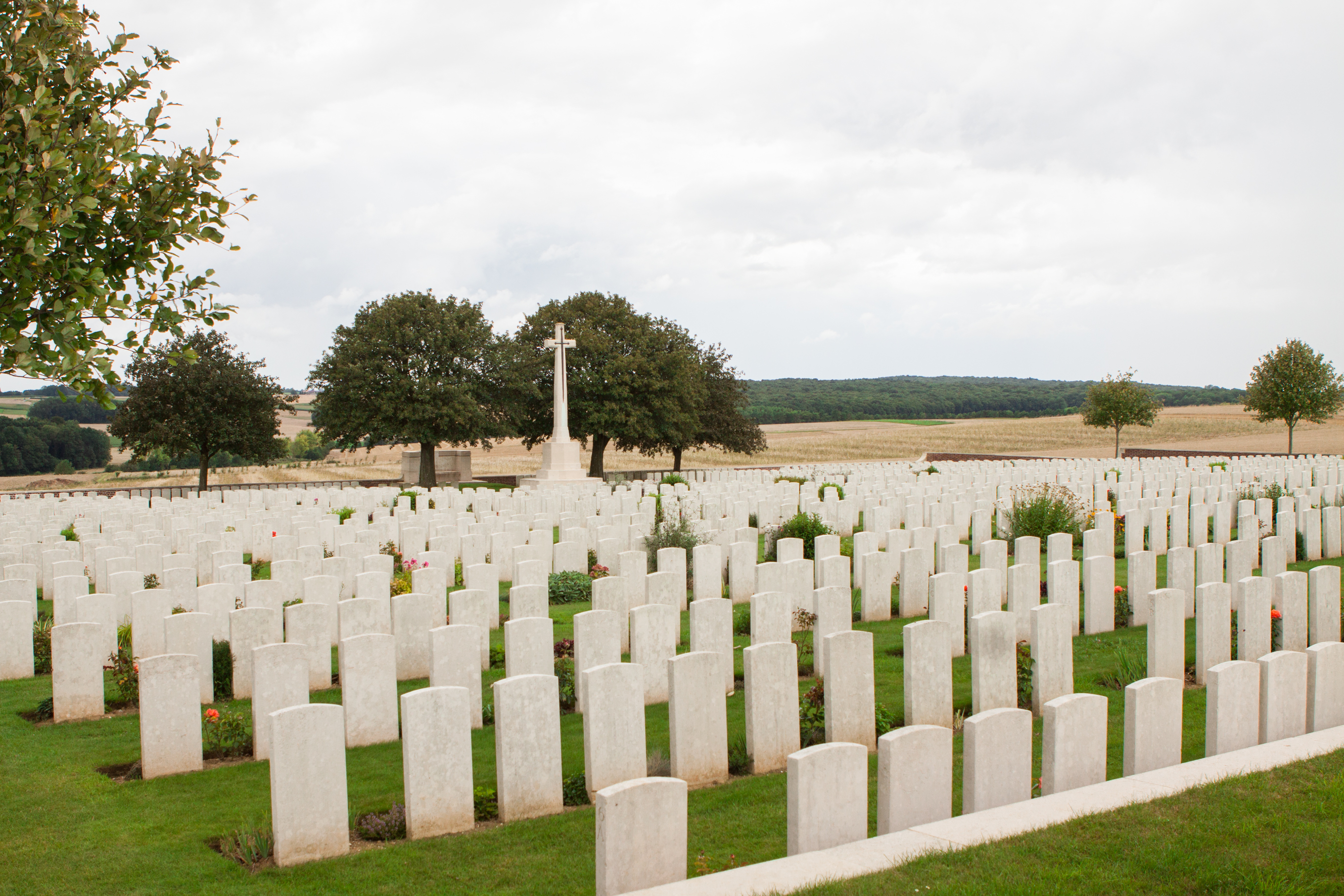
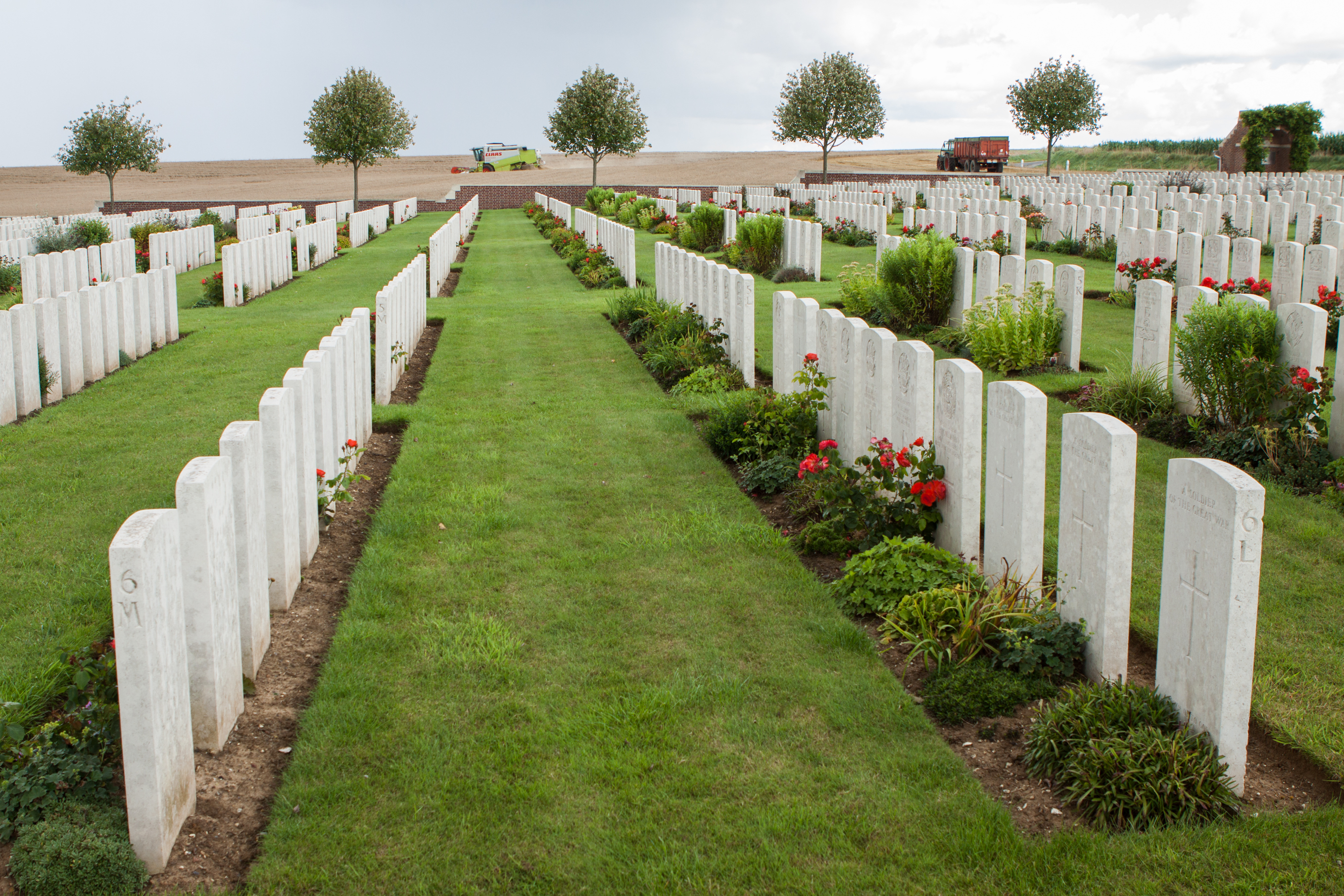
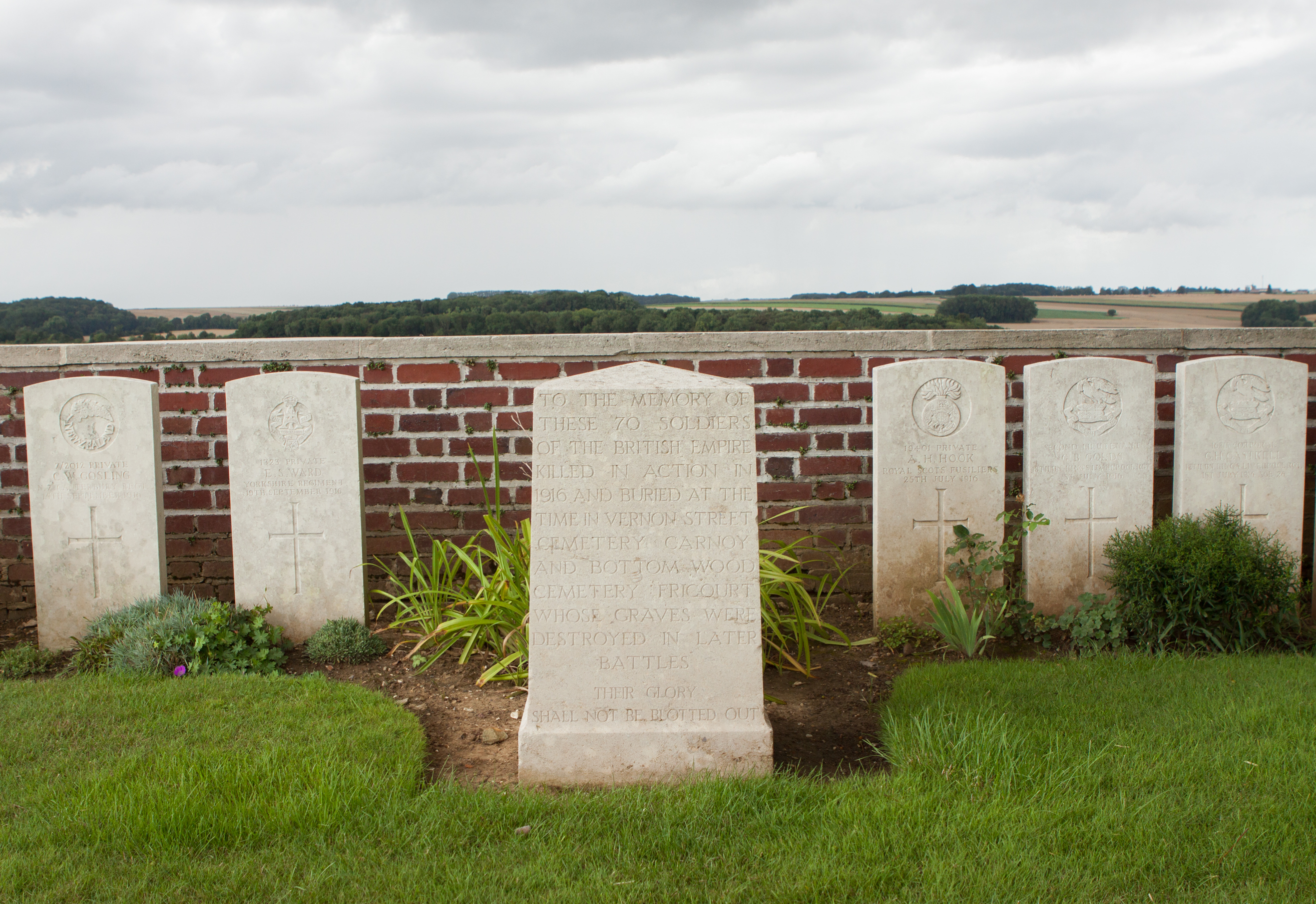
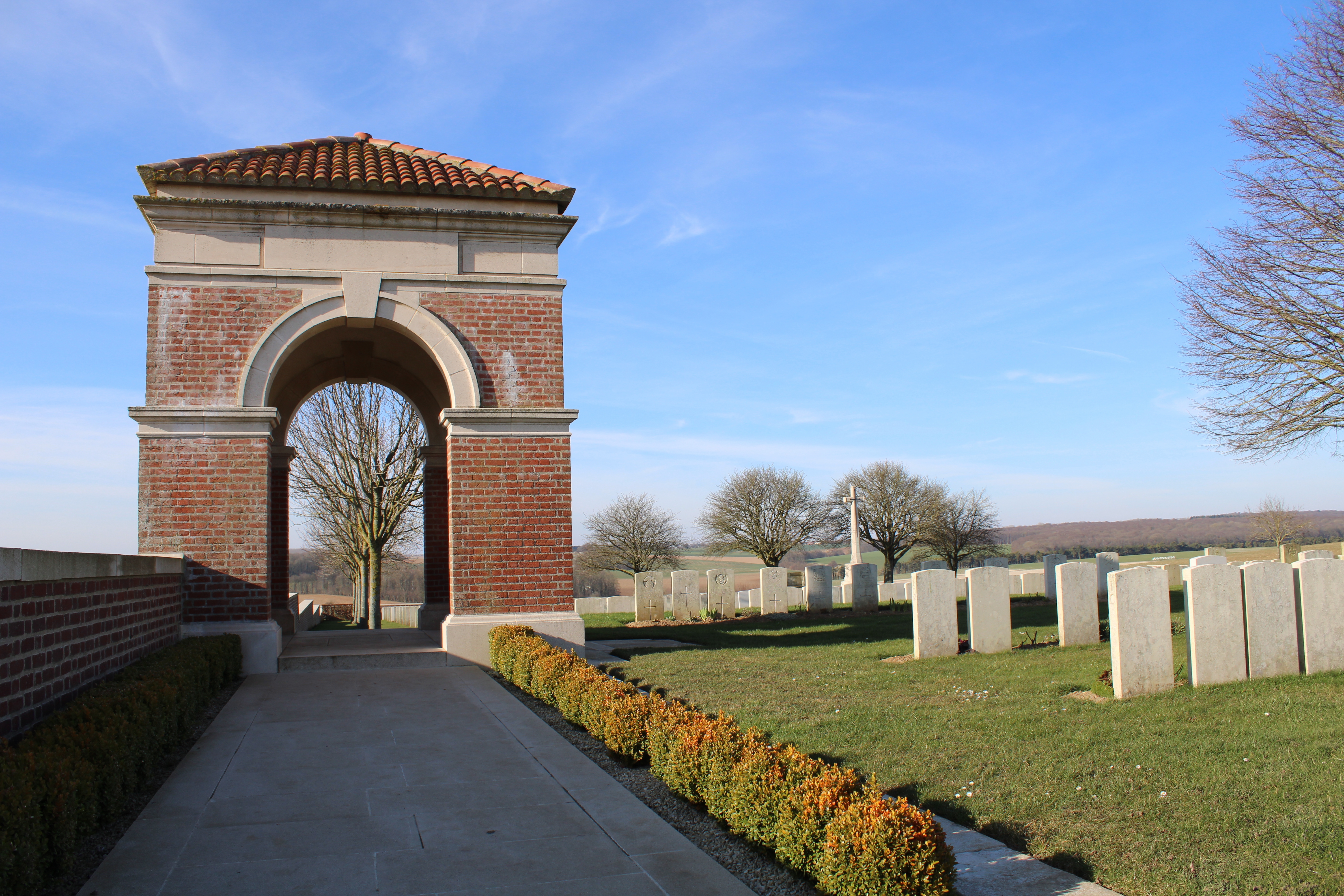
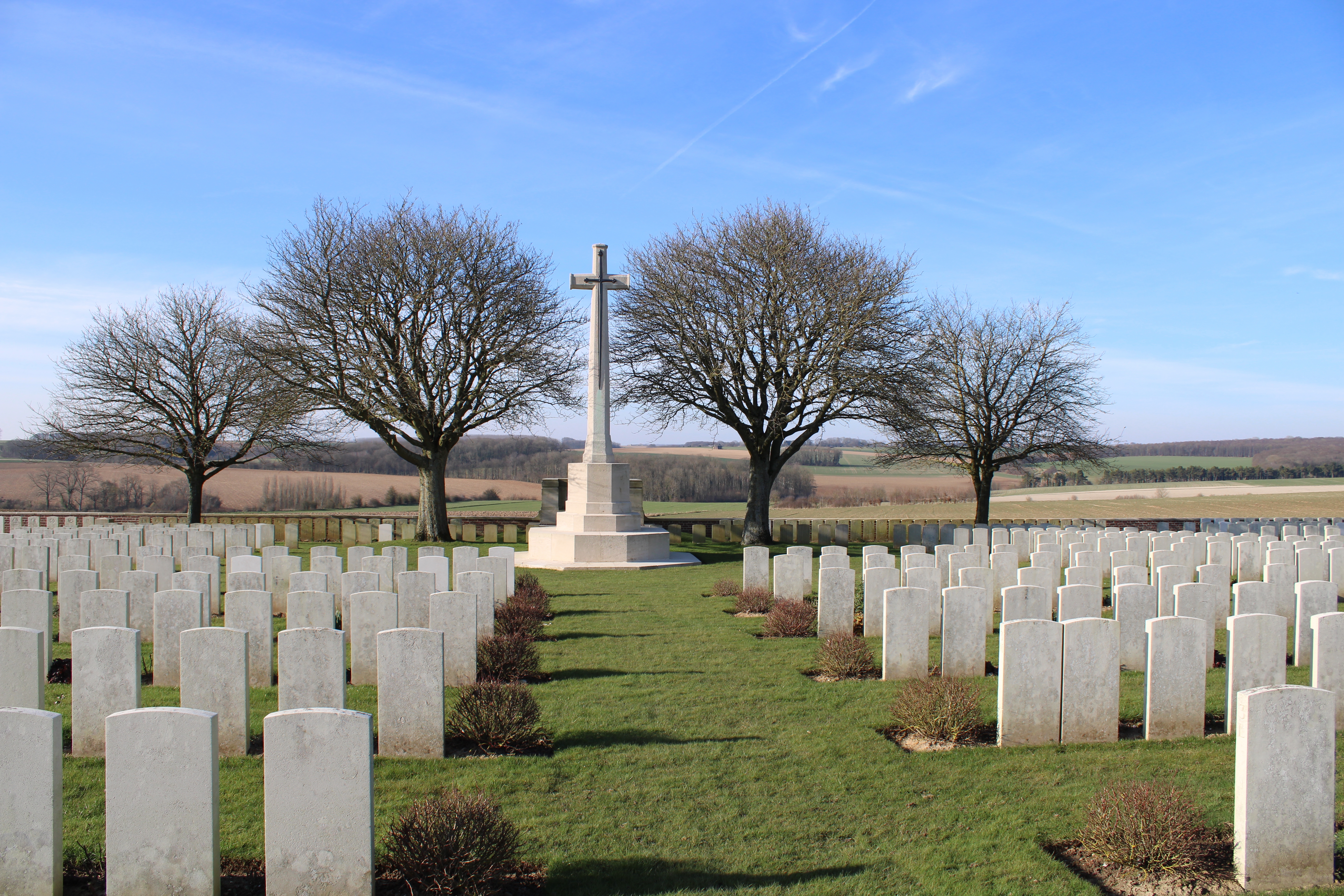
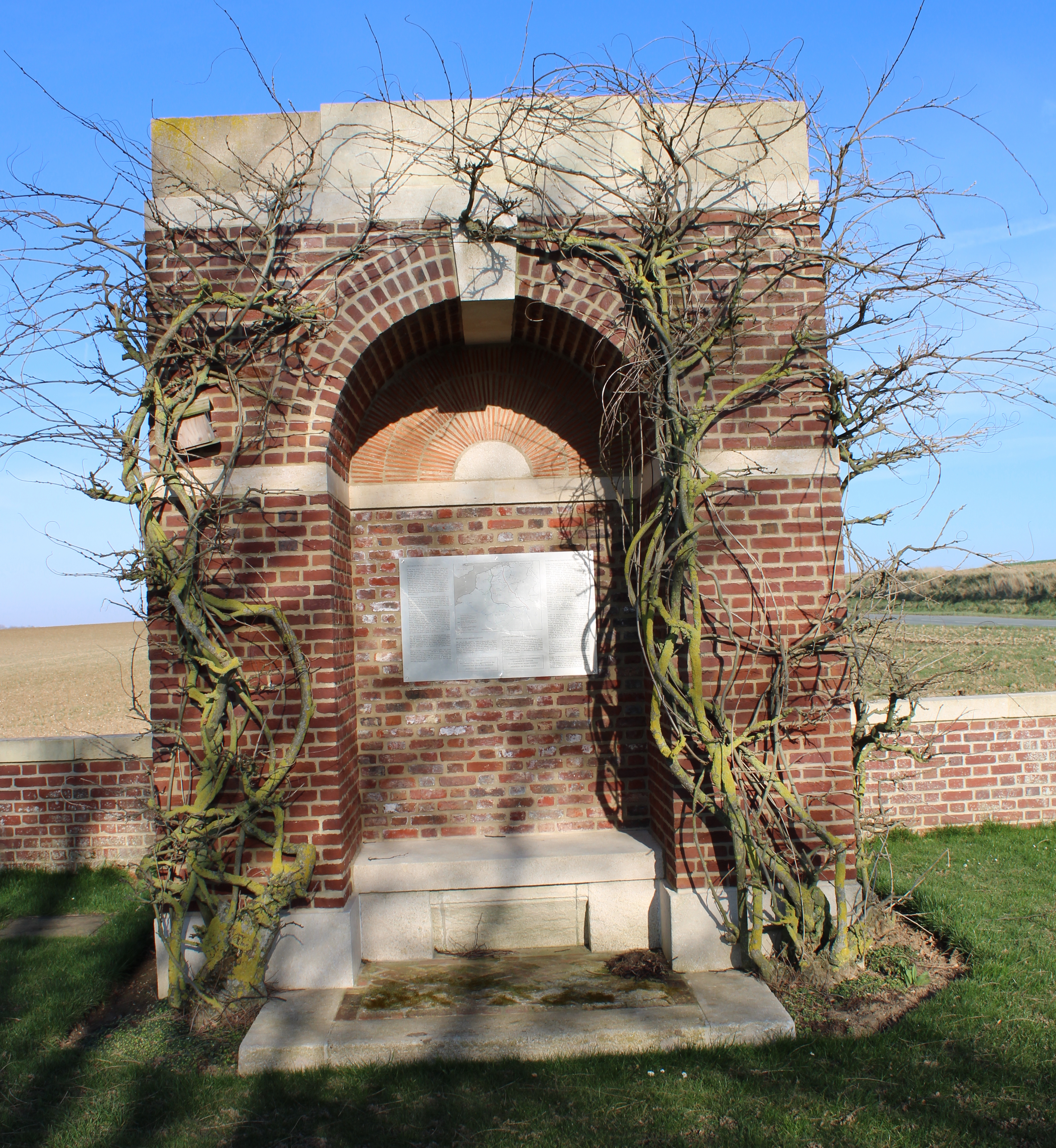

## Sépultures
| Pays               | Sépultures |
| ------------------ | ---------- |
| Royaume-Uni        | 2008       |
| Australie          | 13         |
| Afrique du Sud     | 3          |
| Canada             | 10         |
| Nouvelle-Zélande   | 18         |
| Indes britanniques | 1          |
| Total              | 2053       |